# Pórcia Carolina da Silva Castro
Pórcia Carolina da Silva Castro foi uma mulher que viveu no século XIX, envolvida em um episódio de grande repercussão regional que resultou em uma série de conflitos armados entre famílias tradicionais do sertão baiano. Nascida em uma família abastada, sua história é marcada por um episódio de violência sexual e pelas consequências sociais e políticas decorrentes do caso, tendo influenciado inclusive o contexto de segurança e governança da Província da Bahia. É também lembrada por sua ligação familiar com o poeta Castro Alves, de quem era tia.

## Biografia
Pórcia Carolina nasceu em uma família de grande influência no sertão baiano. Era filha de José Antônio da Silva Castro, político e senhor de terras, e de Ana Rita Veiga, que faleceu ainda jovem. Diferente de muitas mulheres de sua época, teve acesso à educação formal por meio de aulas particulares, com incentivo de seu pai.
Após o falecimento de seu pai, conforme estipulado em testamento, Pórcia e suas irmãs deixaram a fazenda Cajueiro, no termo de Monte Alto, para viver sob a tutela de seu tio João Evangelista dos Santos e de sua esposa Ana Constança, na vila de Curralinho (atualmente Castro Alves, Bahia).
Durante a viagem, a comitiva parou por cinco dias no Sobrado do Brejo, na Fazenda do Campo Sêco. Nesse intervalo, Pórcia foi raptada por Leolino Pinheiro Canguçu, membro de uma das famílias mais tradicionais da região. O caso foi legalmente caracterizado como "defloramento", termo jurídico da época para designar violência sexual com quebra da honra feminina. A situação gerou um intenso conflito entre famílias, particularmente entre os Castro e os Canguçu, resultando em violentos confrontos armados.
Apesar de registros que apontam para um fim trágico, com relatos de que Pórcia teria enlouquecido e morrido em isolamento e tristeza, outras fontes indicam que ela herdou bens do pai, casou-se com Francisco Altanásio de Cerqueira Daltro e tornou-se proprietária de fazendas de criação de gado, contrariando os planos de seu pai de que se casasse com um primo ou membro da família Tanajura.

## Conflito no Brejo do Campo Sêco
O Brejo do Campo Sêco, situado na região do Alto Sertão da Bahia, foi o palco de um sangrento confronto entre as famílias Castro, Moura e Canguçu. O local, próximo à então vila de Bom Jesus do Campo Sêco (posteriormente Bom Jesus dos Meiras, atual Brumado), tornou-se o centro de uma disputa familiar que comprometeu a ordem pública regional e exigiu intervenções do governo provincial e imperial.
As disputas originadas pelo caso de Pórcia Carolina foram alimentadas não apenas pelo desejo de vingança, mas também por questões de honra e poder político entre as famílias envolvidas.

## Sobrado do Brejo
O Sobrado do Brejo, construído no início do século XIX, localizava-se na antiga Fazenda do Campo Sêco, na Serra das Éguas, município de Brumado. Era propriedade da família Canguçu e servia como ponto de parada para viajantes. Em 1812, a construção foi ampliada para melhor servir como estalagem. Foi nesse local que Pórcia Carolina foi mantida por Leolino por cerca de três semanas, episódio que desencadeou a série de conflitos.
O casarão histórico, também conhecido como Fazenda do Campo Sêco, tornou-se símbolo das disputas familiares que marcaram a história da região. Sua arquitetura simples e robusta refletia a austeridade e a importância estratégica da construção no contexto sertanejo.

## O Crime e as Consequências
Em 1844, após o rapto e o suposto abuso de Pórcia Carolina por Leolino Pinheiro Canguçu, e sua permanência no Sobrado do Brejo além do período previsto de viagem, iniciou-se uma guerra entre as famílias Castro e Canguçu. O resgate de Pórcia foi conduzido por Clemente Evangelista dos Santos Castro e Feliciano de Aquino Tanajura, que lideraram um grupo de homens armados, incluindo escravizados. Durante o confronto, alguns dos escravizados de Leolino foram mortos, e seus corpos mutilados como prova de vitória.
O conflito foi amplamente documentado, inclusive em registros judiciais como o "Livro Rol de Culpados". A violência se estendeu por anos, afetando a vida cotidiana da região e deixando marcas profundas na memória coletiva.

## Vingança de Leolino
Após ser preso e posteriormente absolvido, Leolino Canguçu planejou e executou uma retaliação contra a família Moura, que havia colaborado com os Castro no resgate de Pórcia. Iniciou um ataque à residência de Manoel Justiniano de Moura, que foi assassinado com um tiro no peito e teve sua garganta cortada. Seu irmão, Martiniano de Moura e Albuquerque, também foi morto.
Leolino tornou-se foragido e foi visto pela última vez em Minas Gerais. No final de 1846 foi capturado e morto, tendo seu corpo arrastado pelas ruas da cidade de Grão Mogol, em Minas Gerais. Alguns membros de seu grupo foram presos ou mortos.

## Representações Culturais
A história de Pórcia Carolina e os conflitos associados foram tema de diversas obras literárias e históricas. Sua condição de tia do poeta Castro Alves despertou interesse adicional de escritores que se apropriaram dos eventos, frequentemente com viés romantizado, distorcendo ou ignorando documentos históricos. Tais narrativas tendem a minimizar a gravidade dos crimes cometidos contra Pórcia, reforçando estereótipos do século XIX que culpabilizavam a vítima por sua beleza e comportamento.
Entre as obras que abordam o episódio, destaca-se o romance "Sinhazinha" (1929), de Afrânio Peixoto, que retrata os períodos posteriores às lutas decorrentes do drama vivido por Pórcia. A obra menciona constantemente o episódio, situando-o em um contexto de luta pela defesa dos valores do sertão brasileiro, onde a beleza da mulher traz a paixão súbita e a vingança que se arrasta por gerações.

## Legado
O episódio envolvendo Pórcia Carolina da Silva Castro e os conflitos familiares que se seguiram tiveram um impacto significativo na história do sertão baiano. As disputas entre as famílias Castro, Canguçu e Moura refletiram as tensões sociais, políticas e econômicas da época, evidenciando as complexas relações de poder e honra que permeavam a sociedade rural nordestina.
O caso também chamou a atenção para a posição da mulher na sociedade patriarcal do século XIX, evidenciando como questões de honra feminina eram manipuladas para justificar atos de violência e vingança. A história de Pórcia Carolina continua a ser estudada e discutida como um exemplo das complexas dinâmicas sociais e culturais do sertão baiano no século XIX.